# ヴァイセンシュタット
ヴァイセンシュタット (ドイツ語: Weißenstadt) は、ドイツ連邦共和国バイエルン州ヴンジーデル・イム・フィヒテルゲビルゲ郡（オーバーフランケン行政管区）に属する市。

## 地理
この市は、ヴァルトシュタイン山、ルドルフシュタイン山およびフィヒテル山地の高地を抜けるヘレンパス峠に挟まれたエーゲル川の渓谷に位置する。

### 市の構成
本市は、公式には21の地区 (Ort) からなる。このうち小集落や孤立農場などを除く集落を以下に列記する。
| - ビルク - フランケン - グループ - マイアーホーフ - ルッパーツグリュン | - シェーンリント - フォイツムラ - ヴァイアーヘーフェン - ヴァイセンハイト - ヴァイセンシュタット |

## 歴史
ヴァイセンシュタットは、1299年にヴァイセンキルヒェン（ラテン語で、alba Ecclesia）として初めて文献に登場する。1350年頃、ニュルンベルク城伯がこの地を獲得したときに、ヴァイセンシュタットという名が初めて現れる。帰属したアンスバッハ＝バイロイト辺境伯領は、1791年にプロイセン王国に属した。その後、4年間のフランスによる統治を経て、1810年にバイエルン王国領となった。

## 近郊のレクリエーション
街の外れに50haの広さを持つヴァイセンシュテッター湖がある。この湖にはどちらの方角からも近づくことができ、多くのレクリエーションを提供している。たとえば、ビーチバレーのコートやバスケットボール・コート、あるいは様々なウォータースポーツを楽しむことができる。周囲は4.2kmの舗装された湖岸道路となっており、インラインスケートや、散策に最適である。クアパークやすばらしい景観は休養やレクリエーションに多くの人を惹きつけている。
ヴァイセンシュタットは、様々な難易度の山歩きやサイクリングツアーの出発点でもある。たとえば、1053mのシュネーベルクに近く、他にもフィヒテル山地のエーゲル川、ザーレ川、マイン川やナーブ川の水源が周辺に点在する。
他にも自動車で手軽に楽しめる行楽地も多くある。例として、ホーエンベルクのドイツ陶器博物館や、ヴンジーデルのルイゼンブルクなどを挙げることができる。

## 引用
1. ↑  https://www.statistikdaten.bayern.de/genesis/online?operation=result&code=12411-003r&leerzeilen=false&language=de Genesis-Online-Datenbank des Bayerischen Landesamtes für Statistik Tabelle 12411-003r Fortschreibung des Bevölkerungsstandes: Gemeinden, Stichtag (Einwohnerzahlen auf Grundlage des Zensus 2011)
2. ↑  Bayerische Landesbibliothek Online